# Lasioglossum callomelittinum
Lasioglossum callomelittinum är en biart som först beskrevs av Cockerell 1910.  Lasioglossum callomelittinum ingår i släktet smalbin, och familjen vägbin. Inga underarter finns listade i Catalogue of Life.

## Bildgalleri

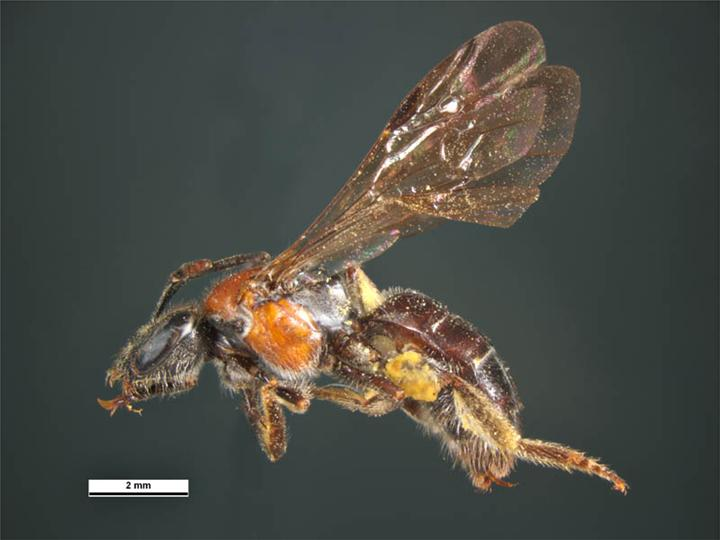
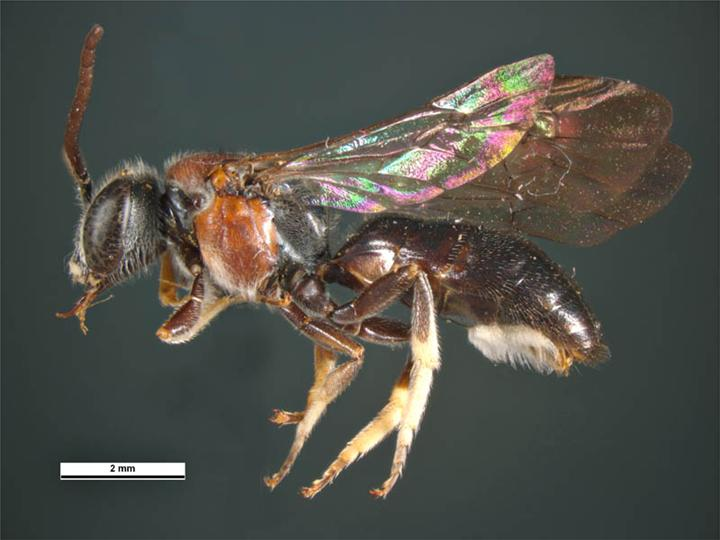